# 清德堂達摩祖師廟
清德堂達摩祖師廟是香港一所祖師廟，位於新界青衣島信義村18號434約，供奉禪宗初祖達摩祖師，以及真君大帝和大聖佛祖。
清德堂達摩祖師廟於1950年代由來自海豐和陸豐的當地居民興建。每年農曆七月廿二的達摩祖師誕均吸引善信參拜。